# ManfreDu Schu
ManfreDu Schu, bürgerlich Manfred Schus (* 21. Dezember 1959 in Wien), ist ein österreichischer Künstler. Er arbeitet in den Bereichen Malerei, Musik, Objektkunst, Installationskunst sowie Performancekunst.

## Leben
ManfreDu Schu war in seiner Kindheit Mitglied der Wiener Sängerknaben. Er studierte an der Universität für angewandte Kunst Wien bei Schwarz und Oswald Oberhuber sowie an der Hochschule für Musik und darstellende Kunst Wien, wo er elektroakustische Komposition und Gesang belegte. Es folgten das Studium der Philosophie und Musikwissenschaft/Ethnomusikologie an der Universität Wien und ein Schauspielstudium im Actors Studio/Wien bei George Tabori.
ManfredDu Schu ist Mitbegründer der Künstlergruppe und Galerie REM am Mozartplatz in Wien (1984–1990). Die Gruppe war für ihren unkonventionellen und experimentellen Kunstansatz bekannt und unternahm zwischen 1986 und 1988 eine Tournee unter dem Titel Wenn die stolzen Feinde schlafen. Schu ist zudem Mitglied der Musikgruppe „PAS PARAVANT“, die seit 1983 aktiv ist, sowie der Wiener Secession.
Seit etwa 2006 konzentriert sich Schu verstärkt auf multimediale Arbeiten, insbesondere auf seine sogenannten „CrashOperas“, Videoarbeiten, Installationen und Malerei. 2007 veröffentlichte er das Klavieralbum Dangerous White Will You Be Here / Gefängnis-Version.

## Ausstellungen (Auswahl)

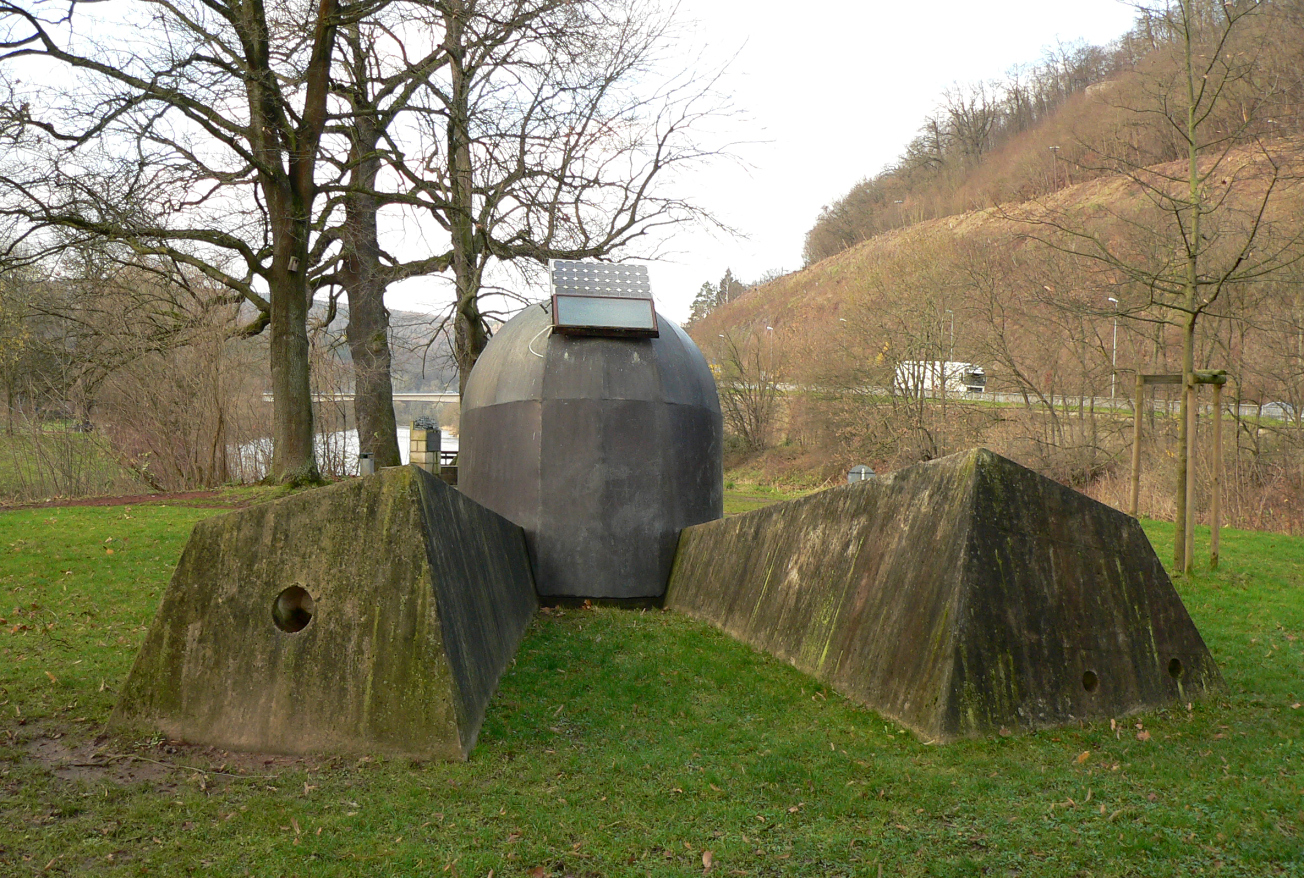
Skulpturenprojekt 3 RÄUME – 3 FLÜSSE in Hann. Münden aus Anlass der EXPO 2000

- 1984: Ars Electronica, Gruppenausstellung, Linz
- 1988: Wenn die stolzen Feinde schlafen, REM-Tournee 87/88
- 1992: BEELDEN BUITEN 92, Tuin de Brabandere, Tielt
- 1993: LOVE AGAIN, Kunstraum Elbschloß, Hamburg
- 1994: International EV+A, Limerick
- 1994: EUROPA 94, M.O.C., München
- 1995: Pseudogruppe IX., MuseumsQuartier – Messepalast/Kunstraum, Wien
- 1996: AN DEN RAND DES HIRNS STOSSEN, De Vleeshal, Middelburg
- 1997: Persona X, Salzburger Kunstverein, Salzburg (mit A. Bulloch & V. Beecroft)
- 1998: INDOOR, Centro Civico per l’Arte Contemporanea ZERYNTHIA, Italien
- 1999: De Opening, Stedelijk Museum voor Actuele Kunst (S.M.A.K.), Gent
- 1999: Zeitwenden, Kunstmuseum Bonn, Gruppenausstellung
- 2000: Dessins, École Régionale des Beaux-Arts, Dünkirchen
- 2000: 3 RÄUME – 3 FLÜSSE, Skulpturenprojekt zur EXPO 2000, Hann. Münden
- 2001: SONSBEEK 9, Locus/Focus, Arnheim
- 2005: mestna galerija ljubljana, City Art Museum, Ljubljana (mit B. Bach & Y. Leidermann)
- 2005: My Private Heroes, Museum MARTa Herford, Gruppenausstellung, Herford
- 2006: Österreichische Kunst am oberen Tassenrand, Museum ikob, Eupen

## Schriften
- SchlangenGrube Snake Pit. Ritter Verlag 2005. Mit Audio-CD. ISBN 978-3-85415-384-9
- Pseudog,  Pseudogruppe = Pseudogroup. Triton, Wien 1998. ISBN 3-85486007-2
- 21 12. Staged Visibility Inszenierte Sichtbarkeit. de Gruyter, Berlin 2019. ISBN 978-3-11052516-8

## Bibliographie (Auswahl)
- Ulli Lindmayr, Guillaume Bijl: Hoorn – Horn (Katalog), Hoorn/Horn-Kunstverein, 1990
- Eleonore Luis: 7. Triennale India (Katalog), BMUK, Delhi / Indien, Wittgensteinhaus, Wien 1991
- Jürgen Schweinebraden: Österreich/Kunst-Europa (Katalog), Deichtorhalle, Hamburg 1991
- Piet Vanrobaeys: 5 Austrian Artists (Katalog), Opus Operandi, Gent 1992
- Böhmler, Greve, Odenwald: POIESIS (Katalog), Verlag Boyens & Co, Hamburg 1994
- Jürgen Schweinebraden: Sisyphos-Syndrom (Katalog, 2 Bände), Mecklenburgisches Künstlerhaus Schloß Plüschow / Schloß Plön, Verlag der EP Edition Niedenstein 1995, ISBN 3-924540-13-6
- Leontine Coelewij, Martijn Nieuwenhuyzen: Wild Walls (Katalog), Stedelijk Museum Amsterdam 1995, ISBN 90-5006-099-4
- Harald Szeemann: austria im rosennetz (Katalog), MAK und Kunsthaus Zürich, Springer, New York 1996, ISBN 3-211-82925-3
- Natura Naturans (Katalog), Triest 1996
- DOCUMENT 5 / An den Rand des Hirns stoßen (Katalog), Vleeshal, Middelburg 1996, ISBN 90-72310-18-7
- Bart De Baere, ManfreDu Schu, Martin Janda: PSEUDOGRUPPE (Katalog), Triton-Verlag, Wien 1998, ISBN 3-85486-007-2
- Mario Pieroni, Dora Stiefelmeier, Thierry Raspail, Jan Hoet: INDOOR (Katalog), Zerynthia, Edizione Charta, Mailand, u. a. 1999, ISBN 88-8158-241-4
- Jan Hoet: 3 Räume – 3 Flüsse (Katalog), Hann. Münden 1999, ISBN 90-75679-05-X
- EV+A COMPENDIUM 94/96/98 (Katalog), Limerick, Irland 1999
- Jan Hoet: S.M.A.K. The Collection, Museum of Contemporary Art, Gent 1999, ISBN 90-5544-247-X
- Dieter Ronte, Walter Smerling: ZEITWENDEN (Katalog), Dumont, Kunstmuseum Bonn, 1999, ISBN 3-7701-5039-2
- Wilfried Huet, Lieve Dehasque: GAGARIN Nr. 1 – The Artists in Their Own Words, Art-Magazin, 2000
- Jan Hoet: SONSBEEK 9 – LocusFocus (Katalog), Arnheim 2001, ISBN 90-806438-2-3
- Clémentine Deliss (Hrsg.): METRONOME Nr. 7 – »The Bastard«, London 2001
- Zerynthia: Biennale dell’Avana 2000 (Katalog), Edizione Rizzoli De Agostini, 2001
- Niki Lederer, Hannes Priesch: Death in the Studio (Katalog), New York 2002, ISBN 0-615-12280-9
- Kerber (Hrsg.): My Private Heroes (Katalog), Museum Marta Herford, Herford 2005, ISBN 3-936646-92-9
- Katharina Blaas: Öffentliche Kunst. Kunst im öffentlichen Raum NÖ, Band 8, SpringerWienNewYork 2006, ISBN 3-211-32333-3
- Bart De Baere, Henry Bounameaux: Contemporary Art in Belgium 2007, Brüssel 2007